# Cyrtanthus contractus
Cyrtanthus contractus är en amaryllisväxtart som beskrevs av Nicholas Edward Brown. Cyrtanthus contractus ingår i släktet Cyrtanthus, och familjen amaryllisväxter. Inga underarter finns listade i Catalogue of Life.